# هيذر أوبراين
هيذر أوبراين (بالإنجليزية: Heather O'Brien)‏ هي لاعبة اتحاد الرغبي أيرلندية، ولدت في 22 يوليو 1984 في Churchtown, County Cork ‏ في جمهورية أيرلندا.